# Robert Whitaker (Fotograf)
Robert Whitaker (* 13. November 1939 in Harpenden, Hertfordshire, England; † 20. September 2011 in West Sussex, England) war ein britischer Fotograf, der vor allem für seine Fotografien der Musikgruppe The Beatles bekannt war, die zwischen 1964 und 1966 entstanden sind.

## Leben und Werk
Der Großvater und der Vater von Robert Whitaker stammen beide aus Australien. Daher spielten Australien und australische Verbindungen eine wichtige Rolle im Leben von Whitaker.
Whitaker begann Ende der 1950er Jahre in London, als Fotograf zu arbeiten. 1961 zog er nach Melbourne und studierte an der University of Melbourne. Er lernte Georges Mora und Mirka Mora kennen, zwei der führenden Persönlichkeiten der Kunstwelt von Melbourne. Durch sie kam er in Kontakt mit namhaften Künstlern und Schriftstellern, darunter Charles und Barbara Blackman, Arthur Boyd, Joy Hester, Laurence Hope, Sidney Nolan, John und Sunday Reed, Barrett Reid und Ian Sime. Er stand auch in Verbindung zu aufstrebenden Nachwuchskünstlern seiner Altersklasse wie Germaine Greer, Barry Humphries, Richard Neville und Martin Sharp. Whitaker betrieb freiberuflich ein Fotostudio in der Flinders Street in Melbourne.

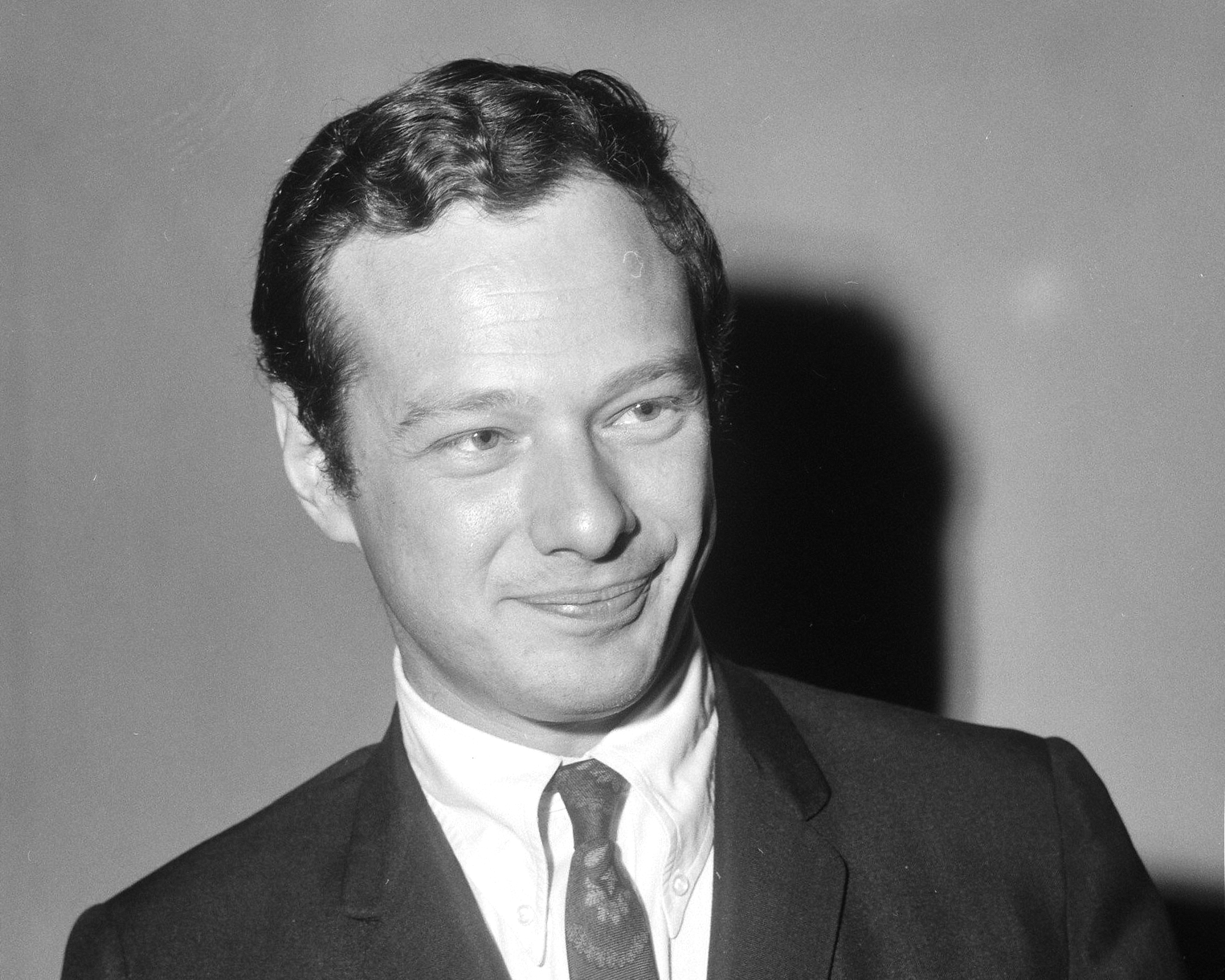
Brian Epstein 1965

1964 kamen die Beatles im Rahmen einer Tournee zusammen mit ihrem Manager Brian Epstein nach Australien. Whitaker begleitete einen befreundeten Journalisten zu einem Interview mit Brian Epstein für einen Artikel und machte Fotos von Epstein. Danach besuchte Epstein eine Ausstellung mit Collagen von Whitaker im Museum of Modern Art Australia in der Flinders Street und bot ihm daraufhin die Stelle als festangestellter Fotograf bei Epsteins Firma NEMS an. Nach einigem Zögern nahm Whitaker schließlich das Angebot an und lernte die Beatles näher kennen. Whitakers erstes veröffentlichtes Foto von den Beatles zeigt Paul McCartney und George Harrison, die jeweils Bumerangs hochhalten, die ihnen von australischen Fans geschenkt wurden. Von John Lennon, mit dem ihn bald eine tiefe Freundschaft verband, fertigte Whitaker auch unkonventionelle Einzelporträts an.

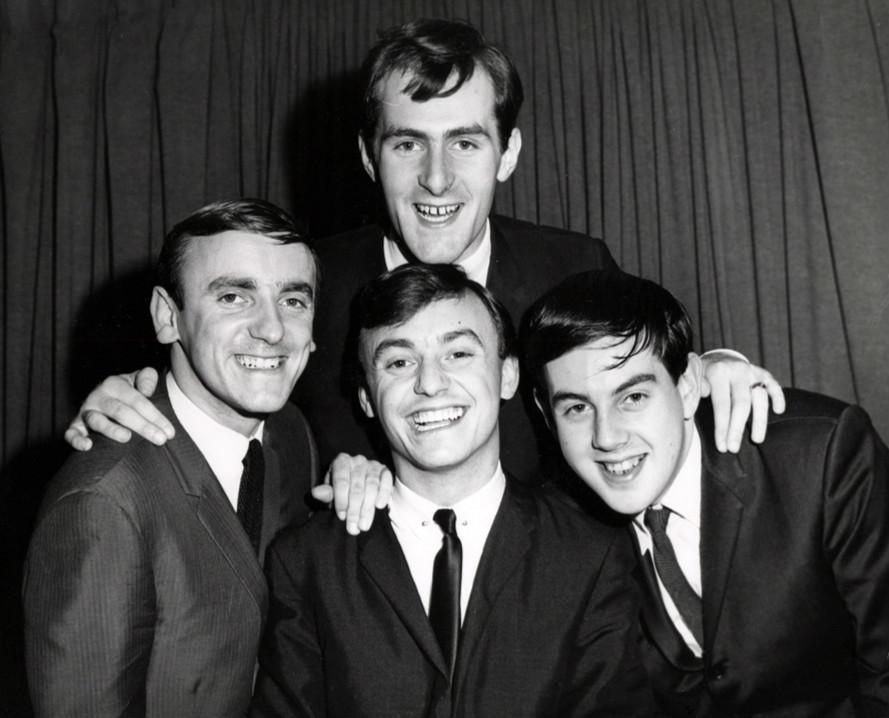
Gerry and the Pacemakers 1964

Nach seiner Ankunft in England im August 1964 begann Whitaker mit seiner Arbeit, bei NEMS unter Vertrag stehende Künstlerinnen und Künstler zu fotografieren, darunter Billy J. Kramer & the Dakotas, Gerry and the Pacemakers und Cilla Black. Er machte auch mehrere Fotos der australischen Folk-Pop-Gruppe The Seekers. Seine bedeutendsten und kreativsten Arbeiten zwischen 1964 und 1966 waren aber seine Fotografien von den Beatles, die sie auf Tournee, im Aufnahmestudio, im Gruppenporträt und im privaten Umfeld zeigen.

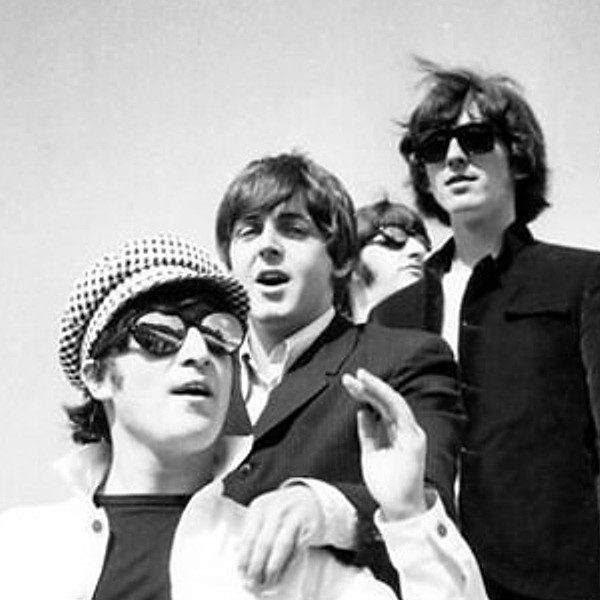
The Beatles 1965

Whitaker begleitete 1965 die Beatles auf ihrer zweiten USA-Tournee und 1966 auf ihrer Fernost-Tournee. Er fotografierte die Band jeweils vor und hinter der Bühne oder auch im Hotel. Zu seinen bekanntesten Bildern der Beatles gehören die Album-Cover-Fotos, die jeweils auf der Rückseite ihrer LPs Revolver und A Collection of Beatles Oldies zu sehen sind. Mit seinem Zugang zur damals populärsten Band wurde Whitaker schnell zu einer Schlüsselfigur der Londoner Underground-Szene und lernte eine Vielzahl von bedeutenden Persönlichkeiten aus Musik und Kunst kennen.
Das bekannteste Werk von Whitaker ist ein Foto von 1966, das die Beatles in weißen Kitteln mit zerstückelten Puppenteilen, Fleischstücken und Zahnprothesen zeigt. Es wurde in den USA für den Sampler Yesterday and Today zunächst als Albumcover verwendet, das auch als „Butcher-Cover“ bezeichnet wird. Am 25. März 1966 gingen die Beatles zu Whitakers Studio in Chelsea, um Gruppenfotos für die Single Paperback Writer / Rain anfertigen zu lassen. Band und Fotograf waren in dieser Fotosession entschlossen, etwas mehr zu schaffen als gewöhnliche Werbeaufnahmen.
Die Aufnahme war von Whitaker ursprünglich als Teil eines Triptychons aus Fotografien konzipiert und als surreale, satirische Pop-Art-Betrachtung des Ruhms der Beatles gedacht. Zu Whitakers Inspirationen für die Aufnahmen gehörte die Arbeit des deutschen Surrealisten Hans Bellmer, insbesondere sein Buch Die Puppe von 1934. Whitaker hat auch das Werk von Meret Oppenheim als weiteren wichtigen Einfluss angeführt, insbesondere Déjeuner en fourrure (Frühstück im Pelz) von 1936, das eine Teetasse mit Untertasse und Löffel ganz aus Fell zeigt.
Die drei Fotografien für das geplante Triptychon fertigte Whitaker während der Fotosession am 25. März 1966 an. Das erste Foto zeigt die Beatles mit Würstchen in den Händen. Vor ihnen sitzt mit dem Rücken zur Kamera eine Frau, die ihre Hände überrascht oder anbetend erhoben hat. Die Mitteltafel des Triptychons sollte das Bild dienen, das heute als „Butcher-Foto“ bekannt ist. Das dritte Foto, das für die rechte Tafel des Triptychons verwendet werden sollte, zeigt George Harrison, der mit dem Hammer in der Hand hinter dem sitzenden John Lennon steht und ihm anscheinend Nägel in den Kopf schlägt. Whitaker hatte beabsichtigt, die Fotos des Triptychons aufwändig zu retuschieren, um ihnen das Aussehen religiöser Ikonen zu verleihen. Dazu sollten die bizarren Inhalte der Fotos in einem surrealen Gegensatz stehen. Das Triptychon sollte schließlich als Klappcover veröffentlicht werden.
Whitaker vollendete sein Vorhaben nie und verlor bald die Kontrolle über seine Fotos, insbesondere über das Butcher-Foto. Zuerst erschien das Foto dreimal in Großbritannien, bevor es auf Betreiben von Lennon und McCartney und gegen die Bedenken von Brian Epstein und der Plattenfirma Capitol Records für das Cover von Yesterday and Today verwendet wurde. Capitol Records ließ schließlich das Album mit einer Auflage von 750.000 Stück pressen, war aber aufgrund der Welle von Protesten nervös, die John Lennons Aussage hervorgerufen hatte, die Beatles seien populärer als Jesus. Zahlreiche Plattenhändler, Journalisten und Diskjockeys, die Vorabexemplare erhalten hatten, kritisierten das Cover als geschmacklos und grotesk. Daraufhin rief Capitol Records das Album zurück und ließ die beanstandete Hülle austauschen. Das neue Cover zeigte ein harmloses Foto der vier Beatles mit einem großen Überseekoffer. Diese Aufnahme stammte ebenfalls von Whitaker. Da man schnell bemerkte, dass der Austausch zu zeitaufwändig war, beschloss man, die verbleibenden Exemplare mit dem neuen Cover zu überkleben.
Das Butcher-Cover zählt zu den wertvollsten und begehrtesten Beatles-Sammlerstücken. Viele Jahre lang kämpfte Whitaker mit der Beatles-Firma Apple Corps um die Rechte am Butcher-Foto. Apple Corps untersagte nämlich für lange Zeit die Vermarktung als Buchumschlag, Postkarte oder Poster, was Whitaker sehr verärgerte. Nach Ansicht von Derek Taylor, dem langjährigen Pressesprecher von Apple Corps, steht der Firma das Urheberrecht zu, da Whitaker zum Zeitpunkt der Aufnahme bei Epstein angestellt gewesen war. Erst das US-amerikanische Kompilationsalbum Rarities, das im März 1980 erschien, zeigte auf der Innenseite der Klapphülle wieder das Butcher-Cover. 1985 veröffentlichte EMI eine Picture Disc von Paperback Writer / Rain mit dem Foto auf der Rückseite.

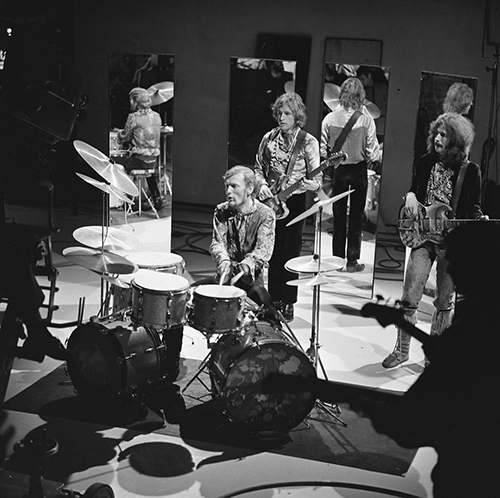
Cream 1968

Anfang 1967 endete Whitakers Verbindung mit den Beatles und NEMS. Sein nächstes großes Projekt entstand mit der britischen Supergroup Cream und umfasste das Albumcover für den Longplayer Disraeli Gears. Bei der Gestaltung der Hülle arbeitete er eng mit Martin Sharp zusammen, mit dem er sich ein Fotostudio in Chelsea teilte. Zwischen 1967 und 1968 lieferte Whitaker einige Beiträge für das Londoner Underground-Magazin Oz. 1969 fotografierte er Mick Jagger während der Produktion des Films Performance und begleitete ihn nach Australien, um ihn während der Dreharbeiten zu Ned Kelly vor Ort zu fotografieren. Diese Aufnahmen wurden 1970 in Buchform unter dem Titel Mick Jagger Is Ned Kelly veröffentlicht.

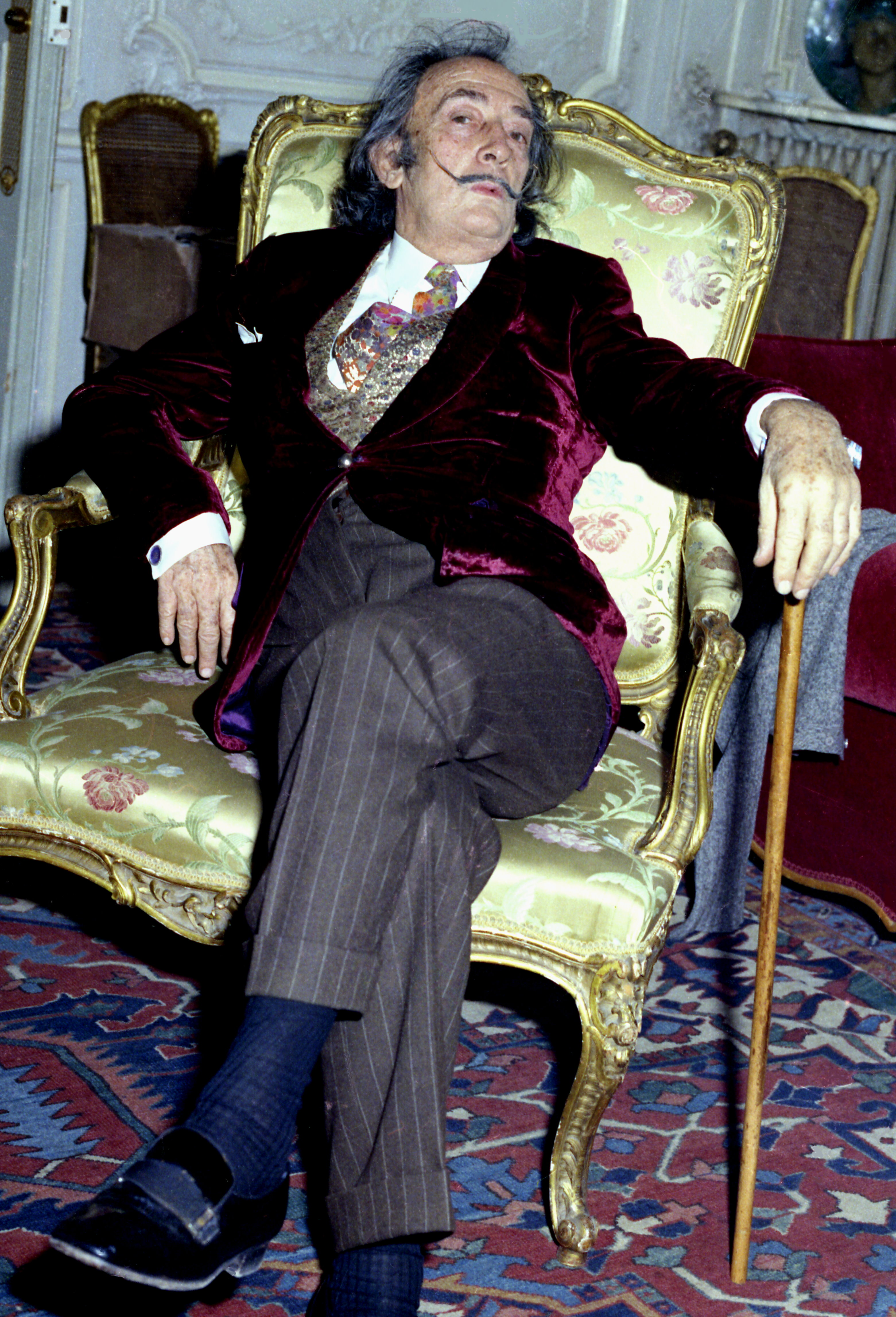
Salvador Dalí 1972

In den nächsten Jahren entfernte sich Whitaker allmählich von der Popszene und kehrte in die Kunstwelt zurück, wo seine fotografische Karriere begonnen hatte. Eines seiner bekanntesten Motive aus dieser Zeit war der Surrealist Salvador Dalí, den er zwischen 1967 und 1972 mehrmals porträtierte. Er traf sich mit Dalí auch in dessen Anwesen in Portlligat in Spanien. Die extremen Nahaufnahmen von Dalí aus einer dieser Fotoserien waren die ersten Schritte Whitakers hin zu einem fotografischen Stil, den er in den 1990er Jahren zu einem Konzept entwickelte, in dem mehrere Nahaufnahmen zu einem Porträt vereint werden.
Whitaker arbeitete auch als Fotojournalist und berichtete für die Zeitschriften Time and Life über wichtige Weltereignisse, darunter die Überschwemmung in Florenz 1966, der Zweite Indochinakrieg und der Unabhängigkeitskrieg in Bangladesch. Eine der bekanntesten Fotografien aus dieser Zeit zeigt zwei tote Soldaten nahe der indischen Grenze, die im Sonnenlicht liegen, als würden sie schlafen. In den frühen 1970er Jahren zog sich Whitaker zurück und bewirtschaftete fast zwanzig Jahre lang sein Anwesen in West Sussex.
1991 gab Whitaker einige seiner bisher unveröffentlichten Fotos der Beatles als Bildband unter dem Titel The Unseen Beatles heraus und zeigte diese auch in einer Ausstellung. 1994 gestaltete Whitaker die Ausstellung Underground London, in der Fotografien aus den 1960er Jahren zu sehen waren, darunter unveröffentlichte Aufnahmen aus der „Butcher-Cover“-Session. Die Fotografien waren 1998 auch in Australien in der National Gallery of Victoria zu sehen. Dann folgte eine zweijährige Wanderausstellung in den Vereinigten Staaten. 1997 organisierte die Gallery 101 in Melbourne eine Ausstellung von Whitakers Fotografien von Mick Jagger, die während der Produktion des Films Ned Kelly (dt. Kelly, der Bandit) aufgenommen wurden.
Mitte der 1990er Jahre versuchte Neil Aspinall, damals Direktor des Beatles-Unternehmens Apple Corps, die Verwendung von 300 Whitaker-Bildern für die Fernsehdokumentation The Beatles Anthology auszuhandeln, aber Streitigkeiten über Preis und Urheberrecht verhinderten eine Einigung. Nach Aussage von Whitaker hätte er keine Vergütung für die Bereitstellung der Fotos erhalten sollen, nachdem er bereits eine zeitintensive Vorauswahl getroffen hatte.
In den frühen 2000er Jahren arbeitete Robert Whitaker daran, ein digitales Archiv seiner Arbeit zusammenzustellen. Im Frühjahr 2002 wurden seine Fotos von George Harrison im Rahmen einer fotografischen Hommage an den 2001 verstorbenen Musiker in der Govinda Gallery in Washington gezeigt. Im November 2002 kehrte er nach Australien zurück, um eine Retrospektive zum 40-jährigen Jubiläum seiner Arbeit mit dem Titel Yesterday & and Today: The Photography of Robert Whitaker 1962–2002 in der Monash Gallery of Art in Melbourne zu eröffnen. Es enthielt viele bisher unveröffentlichte Bilder aus Whitakers frühen Tagen in Australien, seinen Arbeiten mit den Beatles, Cream, The Seekers, Salvador Dalí, Man Ray und Peggy Guggenheim bis hin zu seinen neueren Werken mit australischen Künstlern wie Stelarc, Bruce Armstrong und Howard Arkley.
Whitaker starb am 20. September 2011 nach langer Krankheit im Alter von 71 Jahren. Er war verheiratet und hatte drei Kinder.

## Veröffentlichungen

### Cover-Fotos (Auswahl)
- 1963: Gerry and the Pacemakers: How Do You Like It
- 1964: The Beatles: Beatles ’65
- 1965: Gerry and the Pacemakers: Ferry Across The Mersey
- 1965: Cilla Black: Cilla
- 1966: Cilla Black: Cilla Sings A Rainbow
- 1966: The Beatles: Revolver
- 1966: The Beatles: Yesterday and Today
- 1966: The Beatles: A Collection of Beatles Oldies
- 1966: The Seekers: Come The Day
- 1967: The Seekers: Georgy Girl
- 1967: The Seekers: Seekers Seen In Green
- 1967: Cream: Disraeli Gears
- 1968: The Seekers: Live At The Talk Of The Town
- 1997: The Seekers: The Seekers Complete
- 2000: Judith Durham: Hang On to Your Dream

### Ausstellungen (Auswahl)
- 1991: Unseen Beatles (The Photographers Gallery, London)
- 1994: Underground London: The Photographs of Robert Whitaker 1965–1970 (Museum & Art Gallery, Brighton)
- 1995: Sixties London (National Portrait Gallery, London)
- 1997: Mick Jagger is Ned Kelly (Gallery 101, Melbourne)
- 1998: The Best Of British. Bob Whitaker’s Beatles: 1964–1966 (The Continental, Prahran, Australien)
- 1999: Dalí (L’Espace Dalí, Perpignan, Frankreich)
- 2002: Yesterday & and Today : The Photography of Robert Whitaker 1962–2002 (Monash Gallery of Art, Melbourne)
- 2009: Retrospective (Perpignan, Frankreich)

### Sachbücher (Auswahl)
- Mick Jagger Is Ned Kelly. Corgi, London 1970, ISBN 0-552-98490-6.
- The Unseen Beatles. Collins Pub, San Francisco 1991, ISBN 0-00-215953-8.
- In the company of Dali : the photographs of Robert Whitaker. Touchstone, West Malling 2006, ISBN 0-9551020-4-9.
- Eight Days A Week : Inside the Beatles’ Final World Tour. Endeavour, London 2010, ISBN 978-1-873913-37-6.